# Dream a Little Dream
Dream a Little Dream è il primo album a nome di Mama Cass, pubblicato dalla Dunhill Records nell'ottobre del 1968.

## Tracce
Lato A
1. Dream a Little Dream of Me – 3:24 (Fabian Andre, Gus Kahn, Wilbur Schwandt)
2. California Earthquake – 2:42 (John Hartford)
3. The Room Nobody Lives In – 2:38 (John Sebastian)
4. Talkin' to Your Toothbrush – 2:19 (John Simon)
5. Blues for Breakfast – 2:56 (Richard Manuel)
6. You Know Who I Am – 3:57 (Leonard Cohen)

Lato B
1. Rubber Band – 3:57 (Cyrus Faryar)
2. Long Time Loving You – 1:59 (Stuart Scharf)
3. Jane, the Insane Dog Lady – 2:00 (John Simon)
4. What Was I Thinking Of – 3:50 (Leah Cohen)
5. Burn Your Hatred – 2:25 (Graham Nash)
6. Sweet Believer – 4:55 (Cyrus Faryar)

Edizione CD del 2010, pubblicato dalla Dunhill Records (DS-50040)
1. Dream a Little Dream of Me – 3:40 (Fabian Andre, Gus Kahn, Wilbur Schwandt)
2. California Earthquake – 3:10 (John Hartford)
3. The Room Nobody Lives In – 2:39 (John Sebastian)
4. Talkin' to Your Toothbrush – 2:22 (John Simon)
5. Blues for Breakfast – 2:56 (Richard Manuel)
6. You Know Who I Am – 4:02 (Leonard Cohen)
7. Rubber Band – 3:29 (Cyrus Faryar)
8. Long Time Loving You – 1:58 (Stuart Scharf)
9. Jane, the Insane Dog Lady – 2:02 (John Simon)
10. What Was I Thinking Of – 3:52 (Leah Cohen)
11. Burn Your Hatred – 2:12 (Graham Nash)
12. Sweet Believer – 5:01 (Cyrus Faryar)
13. Darling Be Home Soon – 3:03 (John Sebastian) – Bonus Track
14. Sisotowbell Lane – 3:28 (Joni Mitchell) – Bonus Track

## Musicisti

### Formazione
- Cass Elliot - voce
- James Burton - chitarra
- Cyrus Faryar - chitarra
- Paul Harris - tastiera
- Harvey Brooks - basso
- Jim Gordon - batteria

### Ospiti
- Stephen Stills - chitarra
- John Sebastian - chitarra, armonica
- Hal Blaine - batteria (brano: A1)
- John Phillips - cori
- John Simon - pianoforte, produttore
- Scott McKenzie - cori
- Larry Knechtel - tastiere (brano: A1)